# Xanthophyllum fragrans
Xanthophyllum fragrans är en jungfrulinsväxtart som beskrevs av Cyril Tenison White. Xanthophyllum fragrans ingår i släktet Xanthophyllum och familjen jungfrulinsväxter. Inga underarter finns listade i Catalogue of Life.